# 공신옹주
공신옹주(恭愼翁主, 1481년 4월 18일(음력 3월 11일) ~ 1549년 3월 15일(음력 2월 7일))는 조선의 옹주로 성종의 4녀이자 서3녀이며, 어머니는 귀인 엄씨이다.

## 생애
1481년(성종 12년) 3월 11일, 성종과 숙의 엄씨(귀인 엄씨)의 딸로 태어났다. 엄씨에게는 외동딸이기도 하다.
1494년(성종 25년), 한명회(韓明澮)의 손자인 청녕위(淸寧尉) 한경침(韓景琛)과 혼인하였다. 청녕위와 공신옹주의 저택을 수리하는데에 드는 건축 자재와, 이에 소요되는 백성들의 노역에 대해 사간원에서 성종에게 불가함을 아뢰고, 경연에서도 공신옹주 저택 공사에 대한 부당함을 건의하였으나 성종은 들어주지 않았다.
1498년(연산군 4년), 남편 한경침이 사망하였으며 슬하에 자식은 없었다. 이후 그녀는 사망할 때까지 수절하였다.
1504년(연산군 10년), 연산군은 생모 폐비 윤씨가 궁에서 폐출되어 사사당한 일의 배후를 공신옹주의 어머니인 엄귀인으로 보아, 그녀를 죽이고 공신옹주 또한 폐서인하여 아산현에 위리안치시켰다. 옹주는 남편의 신위를 유배지에 가져 가서 아침저녁으로 제사를 지내며 무엇이든 신위에 먼저 천신한 뒤에 입에 대었다. 이에 아산현의 사람들이 그 모습을 보고 감탄하였다.
중종반정 이후 사면되었으며, 유배지에서의 옹주의 행적이 조정에 알려져 중종은 정문을 세워 표창하고 곡식을 내려주었다. 또한 옹주의 절행을 《삼강행실속록(三綱行實續錄)》에 추가하여 싣도록 하였다.
1521년(중종 16년), 공신옹주는 인천의 삼목도(三木島)를 하사받았는데, 이 섬은 1503년에 공신옹주가 연산군으로부터 하사받은 섬이었으나, 공신옹주 모녀가 갑자사화에 연루되면서 소유권을 잃게 되었다. 중종은 삼목도를 공신옹주에게 도로 주었다. 말년에는 외가인 영월 엄씨 가문과 남편 한경침의 제사를 위한 후사를 세웠다.
1549년(명종 4년) 2월 7일, 69세의 나이로 사망하였다. 양주 줄동(楊州 茁洞)에 매장되었다.

### 무덤 발굴
2006년부터 2010년 사이에 경기 남양주시 별내 지구에서 행해진 발굴조사 결과, 16~18세기의 조선시대 무덤 890기가 발굴되었는데, 회곽을 쓴 공신옹주의 무덤이 발굴되었다. 옹주의 묘 내부는 도굴된 상태였으며, 발굴 과정에서 출토된 5장으로 이루어진 백자묘지명에 의해 공신옹주의 생년월일이 밝혀짐에 따라, 이화여대 박물관에 소장중인 성종대왕 왕녀 태지석과 동일인물임이 입증되었다.

## 가족 관계
- 부 : 성종(成宗, 1457 ~ 1494)
- 모 : 귀인 엄씨(貴人 嚴氏, ? ~ 1504)
  - 남편 : 청녕위(淸寧尉) 한경침(韓景琛, 1482 ~ 1498)

## 참고자료
- 공신옹주 - 한국학중앙연구원